# Атлетика на Медитеранским играма 2013 — бацање кугле за мушкарце
Бацање кугле у мушкој конкуренцији на Медитеранским играма 2013 одржано је у турском граду Мерсину 29. јуна, на Атлетском стадиону Невин Јанит.
Учествовало је 11 такмичара из 8 земаља. Због малог броја учесника није било квалификација него су сви аутоматски учествовали у финалу.

## Земље учеснице
- Босна и Херцеговина (2)
- Хрватска (1)
- Египат (1)
- Француска (2)
- Грчка (1)
- Црна Гора (1)
- Шпанија (1)
- Турска (2)

## Сатница
Време (UTC+3).
| Датум        | Време | Ниво   |
| ------------ | ----- | ------ |
| 28. јун 2013 | 17:30 | Финале |

## Победници
|                     |                        |                                |
| Борха Вивас Шпанија | Марин Премеру Хрватска | Хамза Алић Босна и Херцеговина |

## Резултати

### Финале
Свих 11 бацача кугле у квалификацијама бацају по три пута. Најбољих 8 имају право на још три бацања. Најбољи резултат од свих 6 бацања бележи се као крајњи резултат.
| Пл. | Атлетичар            | Држава              | #1    | #2    | #3    | #4    | #5    | #6    | Резултат | Бел. |
| --- | -------------------- | ------------------- | ----- | ----- | ----- | ----- | ----- | ----- | -------- | ---- |
|     | Борха Вивас          | Шпанија             | 19,44 | 19,51 | 19,60 | х     | 19,99 | х     | 19,99    |      |
|     | Марин Премеру        | Хрватска            | 19,15 | 19,51 | 19,69 | 19,72 | 19,44 | х     | 19,72    |      |
|     | Хамза Алић           | Босна и Херцеговина | 19,60 | х     | х     | 18,95 | х     | 19,69 | 19,69    |      |
| 4   | Кемал Мешић          | Босна и Херцеговина | х     | х     | 19,33 | 19,33 | х     | 19,60 | 19,60    |      |
| 5   | Хусејин Атиџи        | Турска              | 18,80 | 19,25 | 19,53 | х     | 19,07 | 19,41 | 19,53    |      |
| 6   | Јасер Ибрахим Фараг  | Египат              | 18,81 | 18,89 | 18,50 | 19,25 | 18,87 | х     | 19,25    |      |
| 7   | Tumatai Dauphin      | Француска           | 18,02 | 18,78 | х     | 18,92 | 18,70 | 18,53 | 18,92    |      |
| 8   | Мурат Гундуз         | Турска              | 17,49 | 17,42 | 17,66 | 17,43 | х     | 17,19 | 17,66    |      |
| 9   | Gaëtan Bucki         | Француска           |       |       |       |       |       |       | -        | НС   |
| 10  | Данијел Фуртула      | Црна Гора           |       |       |       |       |       |       | -        | НС   |
| 11  | Михалис Стаматојанис | Грчка               |       |       |       |       |       |       | -        | НС   |